# تشارلي وود
تشارلي وود (بالإنجليزية: Charlie Wood)‏ هو لاعب كرة قدم بريطاني، ولد في 5 أكتوبر 2002.